# Stormfront

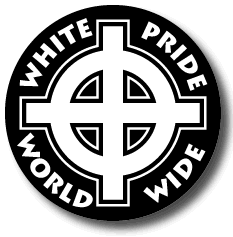
Логотип Stormfront із зміненим Сонячним хрестом і девізом «Біла гордість над усім світом»

Stormfront (Штормфронт) — міжнародний Інтернет-форум для білих націоналістів, що пропагує ідеї переваги білих, заперечення Голокосту та антисемітизму.
Сайт структурований як тематичний дискусійний форум, де обговорюються численні повідомлення за різними темами, в тому числі ідеології, науки, ревізіонізму, самоосвіти і самооборони. Stormfront також містить новини, рекламу товарів магазинів, контент, призначений для дітей, а також широкі зв'язки з націоналістичними організаціями. Логотип сайту представлений у вигляді кельтського хреста, загального для неофашистських іконографії, оточеного девізом «White Pride World Wide» (укр. Біла гордість над усім світом).

## Історія
Stormfront розпочався і діяв як «електронна дошка оголошень» (англ. bulletin board system — BBS) з початку 1990 до створення у 1995 інтернет-сайту колишнім лідером Ку-клукс-клану і білим націоналістичним активістом Доном Блеком.
У 2001 в статті в газеті USA Today журналіст Тара Маккелві називає Stormfront «найвідвідуванішим інтернет-сайтом білого панування (англ. white supremacist) в мережі»..

У 2002 інтернет-сайт «Stormfront» був видалений з німецької індексації Google за заперечення Голокосту.